# Conseil de l'oblast de Dnipropetrovsk
8e
Le Conseil de l'oblast de Dnipropetrovsk est une assemblée élue de l'oblast de Dnipropetrovsk. Elle possède 120 membres. Elle ne possède pas d'initiative législative. La durée de chaque législature est de cinq ans.

## Composition
| Législature | Élection        | Composition | Composition                                                                                 | Président                        |
| ----------- | --------------- | ----------- | ------------------------------------------------------------------------------------------- | -------------------------------- |
| 7e          | 25 octobre 2015 |             | Composition : - OB (46) - UKROP (25) - BBP (14) - R (uk) (10) - VOB (9) - RPOL (8) - OS (8) | Hlib Prygunov Svyatoslav Oliynyk |
| 8e          | 25 octobre 2020 |             | Composition : - SN (30) - OP (27) - P (17) - BV (16) - ES (13) - HS (9) - VOB (8)           | Mykola Lukashuk                  |